# ІФК Уддевалла
ІФК Уддевалла (швед. Idrottsföreningen Kamraterna Uddevalla) — шведський футбольний клуб із міста Уддевалла.

## Історія
Клуб заснований 13 травня 1905 року. 
Провів у Аллсвенскан 2 сезони (1925—1927): зіграв 44 матчі, у яких здобув 6 перемог, 12 нічиїх і 26 поразок, різниця м'ячів 58-114.	 
Тепер виступає у 4-й лізі Швеції (Дивізіон 2).

## Досягнення
Аллсвенскан:
- 10-е місце (1): 1925—1926.